# Alfa Lupi
Alfa Lupi (α Lup) – najjaśniejsza gwiazda w gwiazdozbiorze Wilka, odległa od Słońca o około 464 lata świetlne.

## Nazwa
Nazwa własna gwiazdy, Uridim pochodzi od sumeryjskiego wyrażenia UR.IDIM, oznaczającego wilka. Grecy przejęli tę konstelację wprost od Babilończyków. Według R.H. Allena w Mezopotamii była znana jako Kakkab Su-gub Gud-Elim, „gwiazda na lewo od Rogatego Byka”, co odnosiło się do sąsiedniego gwiazdozbioru Centaura. Allen przypisał jej także błędnie nazwę chiń. 南門; pinyin Nánmén, jednak ta odnosiła się do gwiazd Centaura. Dla Chińczyków Alfa Lupi była dziesiątym z cesarskich strażników (chiń. 騎官十; pinyin Qíguānshí). Międzynarodowa Unia Astronomiczna w 2024 formalnie zatwierdziła użycie nazwy Uridim dla określenia tej gwiazdy.

## Charakterystyka obserwacyjna
Jest to najjaśniejsza gwiazda konstelacji, jej obserwowana wielkość gwiazdowa to 2,30m, a wielkość absolutna jest równa −3,47m. Jest częścią rozległej asocjacji górnego Centaura-Wilka. Leży ona zbyt daleko na niebie południowym, żeby można było ją obserwować z terenów Polski.

## Charakterystyka fizyczna
Jest to gwiazda typu widmowego B1,5, na podstawie widma sklasyfikowana jako błękitny olbrzym. Ma temperaturę około 21 600 K i wypromieniowuje 21 tysięcy razy więcej energii niż Słońce (uwzględniając znaczną emisję w zakresie ultrafioletu). Gwiazda ta jest 10–11 razy masywniejsza od Słońca i ma zaledwie 20 milionów lat. Przy tak dużej masie może wybuchnąć jako supernowa, ale też zakończyć życie spokojniej, jako masywny neonowo-tlenowy biały karzeł.
Jest to gwiazda zmienna typu Beta Cephei o okresie zmienności 6 godzin, 14 minut i 11 sekund, i amplitudzie zmian blasku zaledwie 0,03m; jej jasność waha się o około 3%. Drugi okres pulsacji jest równy 5 h 40 m 59 s.
Gwiazda ma dwie optyczne towarzyszki, składnik B o wielkości 14m oddalony o 24,3″ (pomiar z 2002 roku) i składnik C o wielkości 15,49m odległy o 6,5″ (pomiar z 2000 roku). Nie wiadomo, czy gwiazdy te są związane z olbrzymem.